# Anthrax conclusa
Anthrax conclusa är en tvåvingeart som först beskrevs av Walker 1857.  Anthrax conclusa ingår i släktet Anthrax och familjen svävflugor. Inga underarter finns listade i Catalogue of Life.